# Nicolas Dougall
Nicolas "Nick" Dougall (Hertfordshire, Anglaterra, 21 de novembre de 1992) és un ciclista sud-africà professional des del 2014 i actualment a l'equip Team Dimension Data. Crescut a Austràlia, també té la nacionalitat d'aquest país.

## Palmarès

### Resultats a la Volta a Espanya
- 2016. 154è de la classificació general
- 2017. Abandona (6a etapa)